# Monte Warden
Monte Warden (* 26. April 1967 in Houston, Texas) ist ein US-amerikanischer Country-Musiker.

## Anfänge
Im Alter von fünfzehn Jahren gründete Monte in Austin mit zwei Freunden die Country-Formation Whoa Trigger!. In der lokalen Szene machte man sich schnell einen Namen. 1983 erhielt das Trio eine Auszeichnung als „Best New Band“.

## Karriere
Whoa Trigger! brach 1986 auseinander und Warden gründete mit befreundeten Musikern die Gruppe Wagoneers. Beim A&M Label wurden zwei Alben eingespielt, von denen vor allem das erste – Stout And High – qualitativ überzeugte. Mit seiner außergewöhnlich guten Stimme und seinen Fähigkeiten als Songwriter war er der unbestrittene Frontmann der Gruppe.
Die Wagoneers lösten sich 1989 auf. Warden zog sich zunächst auf Grund privater Probleme – sein erster Sohn war mit einer schweren Behinderung auf die Welt gekommen – aus dem aktiven Musikgeschäft zurück und arbeitete ausschließlich als Songwriter.
1993 erschien bei einem kleinen unabhängigen Label sein erstes Solo-Album: Monte Warden. Der frühere Gitarrist der Wagoneers, Brent Wilson, wirkte bei den Aufnahmen mit. Mit seinen folgenden Alben – 1995 Here I Am – und 1999 – A Stranger To Me Now – orientierte sich Warden mehr in Richtung Pop-Musik.

## Diskografie
- 1993 – Monte Warden
- 1995 – Here I Am
- 1999 – A Stranger To Me Now